# Appium
Pour l’article ayant un titre homophone, voir Apium.
 (octobre 2016).
Appium, est un outil pour automatiser des tests sur android, iOS, windows 10 et Firefox OS.
Appium a gagné en 2014 le prix Bossie awards d'InfoWorld de meilleur logiciel open source pour mobile et ordinateur.  Appium a aussi été sélectionné comme Open Source Rookie de l'année par Black Duck Software,.